# Journal of the American Medical Association
Pour les articles homonymes, voir Jama.
Le Journal of the American Medical Association ou JAMA est une revue médicale internationale à comité de lecture publiée hebdomadairement en ligne et en version papier par l'Association médicale américaine (AMA). Elle publie des travaux de recherche inédits sous forme d’articles ou de revues ainsi que des éditoriaux couvrant tous les aspects des sciences biomédicales. La revue a été créée en 1883 par Nathan Smith Davis (en), qui en devient le premier rédacteur en chef. Le rédacteur en chef actuel est Howard Bauchner (en) de l'université de Boston qui succéda à Catherine DeAngelis (en) le 1er juillet 2011 .

## Histoire

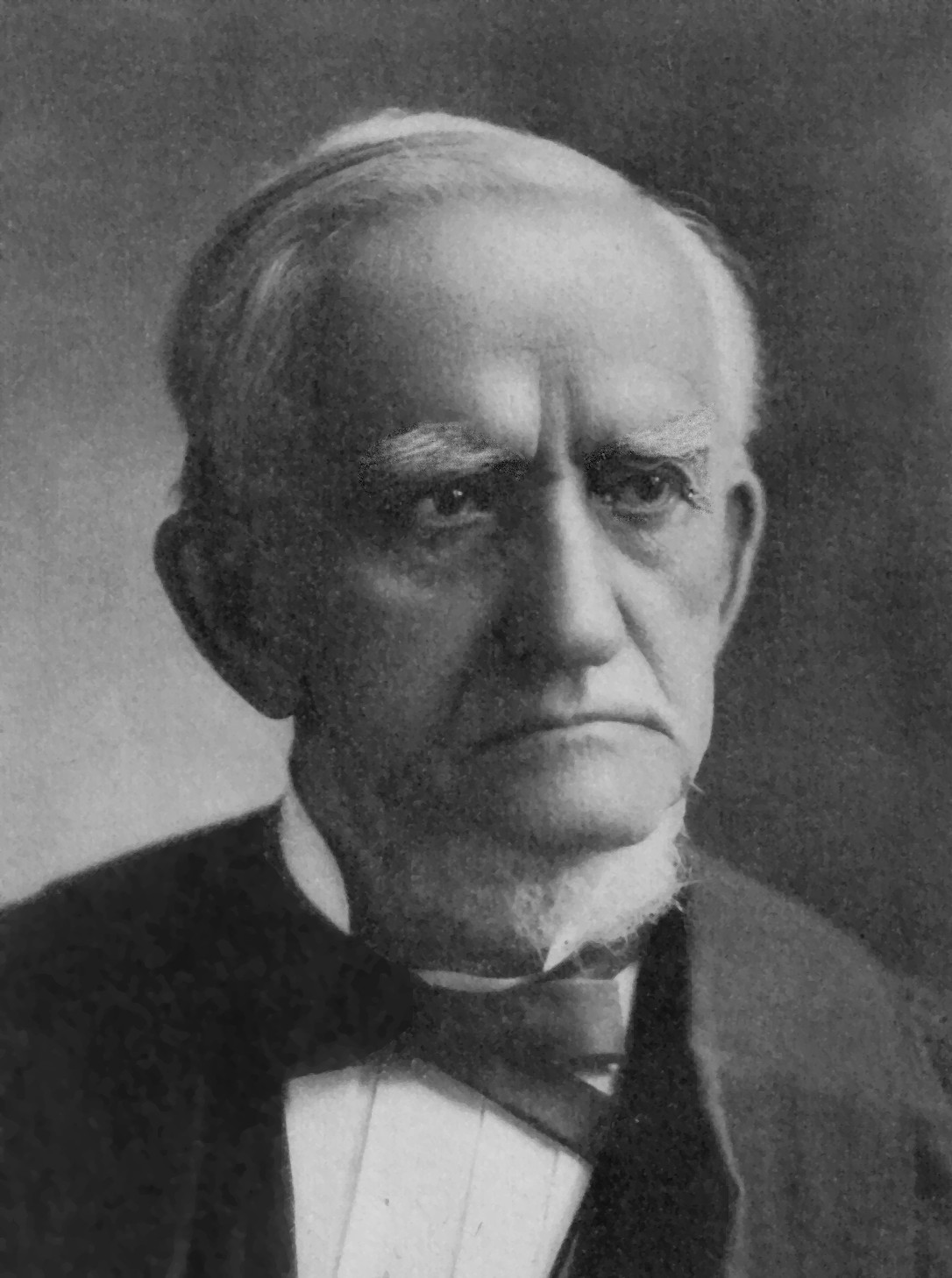
Nathan Smith Davis

La revue a été créée en 1883 par l'American Medical Association et a remplacé le journal Transactions of the American Medical Association. Le Councilor’s Bulletin a été renommé « Bulletin of the American Medical Association » et a été par la suite absorbé par le Journal of the American Medical Association. En 1960 le journal obtient son titre actuel, « JAMA: The Journal of the American Medical Association »,. Le journal est communément désigné sous l'abréviation « JAMA ».

## Formation médicale continue

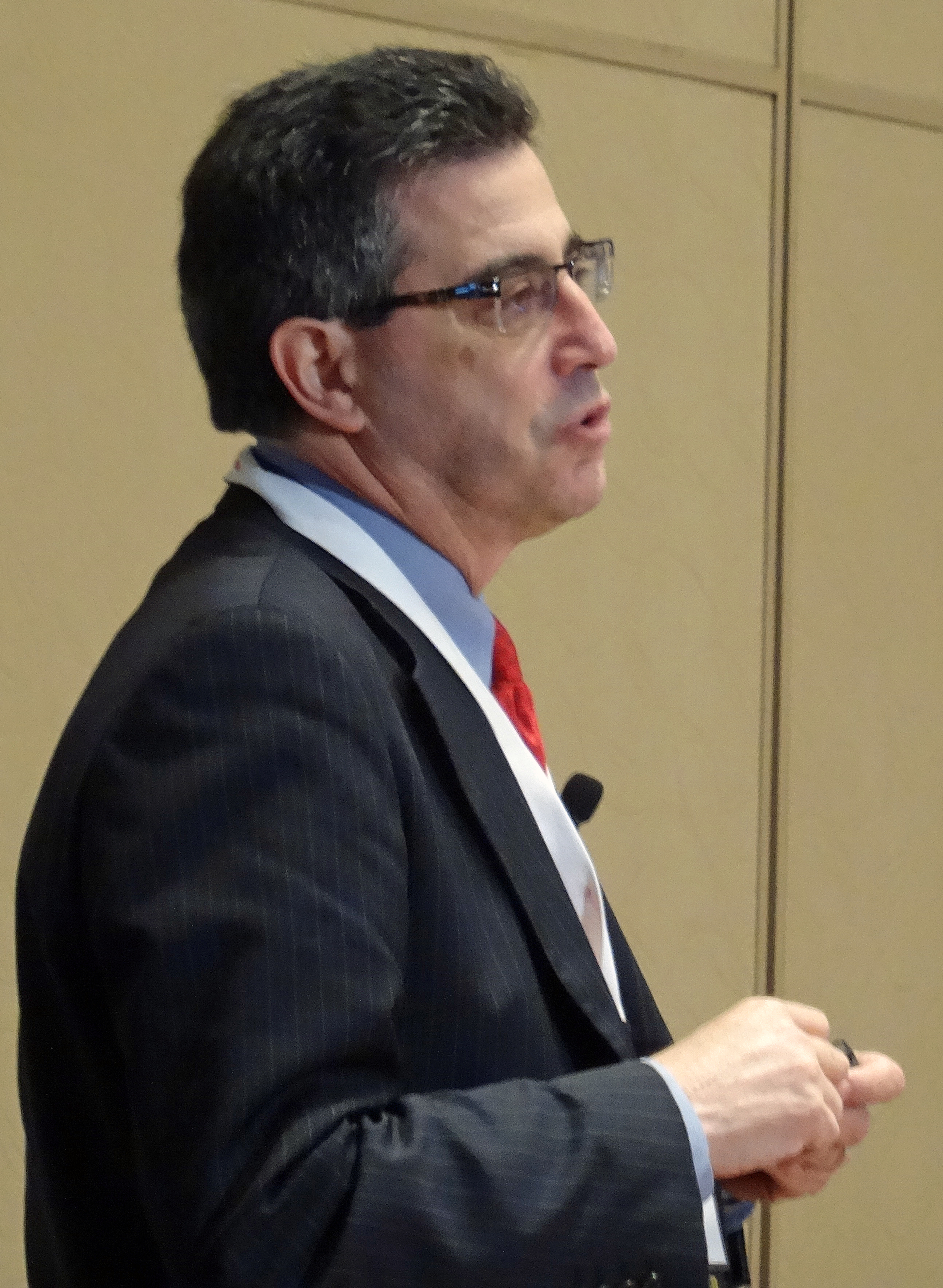
Howard C. Bauchner

Le Continuing Education Opportunities for Physicians était une section semestrielle du journal fournissant des listes de formation médicale continue (FMC) aux niveaux régional ou national. JAMA fournit ces renseignements depuis 1937. Avant 1955, la liste été produite soit trimestriellement soit semestriellement. Entre 1955 et 1981, la liste était disponible annuellement en raison de l’augmentation du nombre de FMC (1000 en 1955, 8500 en 1981). JAMA propose aujourd’hui des cours pour la formation médicale continue en ligne.

## Changement de politique
Après le licenciement controversé du rédacteur en chef Georges D. Lundberg, un processus a été mis en place pour assurer la liberté éditoriale. Un comité de surveillance au sein du journal composé de sept membres a été créé afin d’évaluer le rédacteur en chef et garantir la liberté éditoriale. Depuis sa création, le comité s’est réuni au moins une fois par an. JAMA déclare que le contenu des articles doit être attribué aux auteurs et non à l’éditeur,.

### Œuvres
De 1964 à 2013, le journal a utilisé des reproductions d’œuvres d’art sur sa couverture et a publié des essais commentant ces œuvres. Selon l’ancien rédacteur en chef Georges D. Lundberg, cela avait pour but de rapprocher les sciences humaines et la médicine. À la suite d'une refonte en 2013, les images artistiques de la couverture ont été déplacées à l’intérieur de la revue et ont été remplacées par une table des matières . Le but de cette refonte était d’uniformiser l’aspect de tous les journaux du groupe JAMA .

## Anciens rédacteurs en chef
Les personnes suivantes ont été rédacteur en chef :
- Nathan S. Davis (en) (1883–1888)
- John B. Hamilton (1889, 1893–1898)
- John H. Hollister (1889–1891)
- James C. Culbertson (1891–1893)
- Truman W. Miller (1899)
- George H. Simmons (en) (1899–1924)
- Morris Fishbein  (1924–1949)
- Austin Smith (1949–1958)
- Johnson F. Hammond (1958–1959)
- John H. Talbott (1959–1969)
- Hugh H. Hussey (1970–1973)
- Robert H. Moser (1973–1975)
- William R. Barclay (1975–1982)
- George D. Lundberg (en) (1982–1999)
- Catherine DeAngelis (en) (2000–2011)

## Résumés et référencements
Ce journal est abrégé ou indexé dans : 
- Academic OneFile (en)[3]
- Academic Search[3]
- BIOSIS Previews (en)[15]
- Biological Abstracts (en)[3]
- CAB Abstracts (en)[16]
- Chemical Abstracts[17]
- CINAHL (en)[18]
- Current Index to Statistics (en)[3]
- Current Contents/Clinical Medicine[15]
- Current Contents/Life Sciences[15]
- Elsevier BIOBASE (en)[3]
- Embase[3]
- Global Health (en)[19]
- Index Medicus/MEDLINE/PubMed[5]
- PsycINFO[20]
- Science Citation Index[15]
- Scopus[3]
- Tropical Diseases Bulletin (en)[21]

Selon le Journal Citation Reports, la revue avait en 2014 un facteur d’impact de 35,289, la classant troisième sur 153 revues de la catégorie Medicine, General & Internal.